# 3484 Neugebauer
3484 Neugebauer (1978 NE) là một tiểu hành tinh vành đai chính được phát hiện ngày 10 tháng 7 năm 1978 bởi E. F. Helin và E. Shoemaker ở Palomar.